# 槇原敬之・Sweet Inspiration
『槇原敬之・Sweet Inspiration』（まきはら のりゆき・スイート インスピレーション）は、2023年10月7日からFM COCOLOで放送されている槇原敬之のラジオ番組である。
2020年に槇原が覚せい剤取締法違反等の罪で懲役2年、執行猶予3年の判決を受け確定、「当面の間活動を休止する」と発表しており、事件後初めてのラジオのレギュラー番組復帰となったが、初回放送ではファンに対し事件についての謝罪と感謝の思いを伝えた。

## コーナー
Seeds Of Inspiration
- 槇原が日々、携帯電話のメモ帳にメモしていることを語り、インスピレーションをリスナーに見つけてもらうというコーナー。

この曲僕が作りました!コーナー
- 過去3回しか放送されなかった（2024年2月時点）コーナー。槇原が提供した楽曲を紹介し、解説するというコーナー。

マキランダム

- 槇原がリスナーから届いた曲の逸話や解説をして欲しい楽曲のリクエストを集め、その中から槇原が毎週選び、解説するというコーナー。

| 放送回 | 解説された曲                                     |
| ------ | ------------------------------------------------ |
| 第3回  | Anywhere（槇原敬之）                             |
| 第4回  | WILD RABBITS（槇原敬之）                         |
| 第5回  | てをつなごう（槇原敬之）                         |
| 第6回  | GREEN DAYS（槇原敬之）                           |
| 第7回  | キミノイイトコロ（槇原敬之）                     |
| 第8回  | なし                                             |
| 第9回  | Elderflower Cordial（槇原敬之）                  |
| 第10回 | 朝が来るよ（槇原敬之）                           |
| 第11回 | KANのChristmas Song 2023（KAN With his friends） |
| 第12回 | CLASS OF 89（槇原敬之）                          |
| 第13回 | ビオラは歌う（槇原敬之）                         |
| 第14回 | 不安の中に手を突っ込んで（槇原敬之）             |
| 第15回 | ただただ（槇原敬之）                             |
| 第16回 | 運命の人（槇原敬之）                             |
| 第17回 | 親指を隠さずに（槇原敬之）                       |
| 第18回 | Cleaning Man（槇原敬之）                         |
| 第19回 | 君の自転車（槇原敬之）                           |
| 第20回 | BLIND（槇原敬之）                                |
| 第21回 | 君の後ろ姿（槇原敬之）                           |
| 第22回 | Happy Ending（槇原敬之）                         |

槇原の最新情報
- マキランダム終了後のCMにて、自身の今後の予定などを話し、2023年の放送では2024年のツアーの告知をしていた。

## 選曲方法
1曲目から最後の曲の一つ前の曲までは槇原が選び、最後の曲はディレクターが決める。

## 特別編成
- 2023年11月25日、11月12日に死去したKANへの追悼番組として、KANとの思い出を語り、KANの楽曲を中心に放送した[3]。
- 2023年12月9日、FM COCOLOの「FM COCOLO PREMIUM WEEK」中の特別企画として、番組途中に自宅で録音してきたというピアノ弾き語りの音源を放送した。
- 2023年12月16日、FM COCOLOがKANを追悼して、「KAN 1DAY SPECIAL "Our Favorite Songwriter"」を一日放送するにあたって、槇原の番組もKANの楽曲を中心に放送した。
- 2024年1月6日、3曲目に「お年玉企画」と題して、未発表で初出し音源及び槇原が自宅で過去に（2018年より前に録音したと思われる）録音したデモ音源として、YUIの「CHE.R.RY」の槇原敬之バージョンを放送した。
- 2024年12月14日の放送より、2025年発売のベストアルバム「Showcase!」収録の新曲「You Are the Inspiration」を槇原の言うところの"ちょい出し"をしており14日の放送では1番サビ、21日に1番Aメロ、そして2024年最後の放送にてフルヴァージョンを解禁した。
- 2024年12月21日の放送にて、2023年12月25日〜26日にかけて槇原の公式サイト内にて期間限定公開された「Holy, Holy, Holy」を放送。